# Lycoriella yunpleuroti
Lycoriella yunpleuroti är en tvåvingeart som beskrevs av Yang och Zhang 1987. Lycoriella yunpleuroti ingår i släktet Lycoriella och familjen sorgmyggor.
Artens utbredningsområde är Yunnan (Kina). Inga underarter finns listade i Catalogue of Life.